# Daemonorops didymophylla
Daemonorops didymophylla är en enhjärtbladig växtart som beskrevs av Odoardo Beccari. Daemonorops didymophylla ingår i släktet Daemonorops och familjen Arecaceae. Inga underarter finns listade i Catalogue of Life.